# گروس لیندوو
گروس لیندوو (به آلمانی: Groß Lindow) یک شهر در آلمان است که در اودر-اشپری واقع شده‌است. گروس لیندوو  ۱٬۸۸۲ نفر جمعیت دارد.